# C-BASS
C-BASS (англ. C-Band All Sky Survey, «огляд усього неба у C-діапазоні») — радіоастрономічний проєкт, метою якого є складання карти всього неба в C-діапазоні (5 ГГц). Спостереження проводились двома радіотелескопами: один в Кару в Південно-Африканській Республіці, другий — в радіообсерваторії Овенс-Веллі в Каліфорнії.

## Опис проєкту
Огляд є результатом співпраці між Оксфордським університетом, Манчестерським університетом (Велика Британія), Каліфорнійським технологічним інститутом (США), Радіоастрономічною обсерваторією Хартбістхук (ПАР) та Науково-технічним центром імені короля Абдулазіза (Саудівська Аравія).
Спостереження проводилися за допомогою двох радіотелескопів: один знаходиться в радіообсерваторії Овенс-Веллі у Каліфорнії (США), а інший поблизу національного парку Меркат в Клерфонтейні у пустелі Кару (ПАР). Наявність одного телескопа у південній півкулі й одного у північній півкулі дозволили охопити оглядом усе небо.
C-BASS-Північ був 6,1-метровим грегоріанським телескопом, його параболічна антена була надана проєкту Лабораторією реактивного руху.
C-BASS-Південь — 7,6-метровий кассегренівський телескоп з двома антенами, подарованими південноафриканською телекомунікаційною фірмою Telkom. Одна використовувалась для тестування в Хартбістхуку, а друга була перенесена в Клерфонтейн. C-BASS-Південь був прийнятий в експлуатацію в радіоастрономічній обсерваторії Хартбістхук, а почав оглядові спостереження в 2014 році, коли його перенесли в Кару. Вторинні дзеркала на обох телескопах підтримувалися конусами з радіопрозорої піни, щоб звести до мінімуму забруднення від земної поверхні та уникнути розсіювання вхідного поляризованого випромінювання.
Телескоп C-BASS-Північ був виведений з експлуатації у квітні 2015 року після завершення початкової фази спостереження. C-BASS-Південь станом на 2019 рік продовжує працювати.

## Наукові цілі
Огляд вимірював не лише інтенсивність, але й поляризацію електромагнітних хвиль у кожній точці неба з кутовою роздільною здатністю 0,73 градуса. Це було перше дослідження, яке створювало карту неба на частоті 5 ГГц — достатньо низький, щоб на ній домінувало синхротронне випромінювання, але достатньо високий, щоб на випромінювання не сильно впливало обертання Фарадея. На цій частоті більша частина сигналу походить від випромінювання електронів високої енергії, що обертаються навколо силових ліній галактичних магнітних полів. Це сильно поляризоване випромінювання є головним доданком, який викривляє сигнал реліктового випромінювання.
Основна наукова мета проєкту полягає в тому, щоб очистити вимірювання сигналу реліктового випромінювання від шумів, в першу чергу — від галактичного синхротронного випромінювання, і таким чином підвищити точність вимірювань реліктового випромінювання. Другорядними цілями є вивчення магнітних полів Чумацького Шляху і обертання частинок космічного пилу.

## Галерея
|                       |
| C-BASS-Південь в Кару |

|                               |
| C-BASS-Південь в Хартбістхуку |

|               |
| C-BASS-Північ |